# 금암동 (전주시)
금암동(金岩洞)은 전북특별자치도 전주시 덕진구의 법정동이자 행정동이다.

## 개요
금암동은 전북은행 본점 및 지점, KB국민은행, 농협, 신협, 수협, 새마을금고, 보험회사 등 금융관련 회사가 밀집되어 있는, 전주시의 금융 중심지다. 전주시외버스공용터미널, 전주고속버스터미널 등 운수 관련회사가 집중되어 있고 기린로, 팔달로, 백제로 등이 관통하는 교통의 중심지로 유동 인구가 많다. 주거환경개선지구 내에 신축된 205여동(2011년말 기준)의 원룸이 밀집되어 있으며, 거주자가 대부분 대학생으로 주민등록 비전입자이다.

## 연혁
본래 전주군 부북면 지역으로,‘칼바우’가 있으므로 칼바우 또는 ‘검암’이라 하였는데, 1914년 행정구역 개편때 휴암리, 검암리, 용산리, 사평리, 두진리, 수리, 내명지리, 구암리, 송정리, 외명지리, 사천리, 사리와 이동면, 주동리, 어은리, 조촌면, 상가리 각 일부를 병합하여 ‘검암리’라 하고 이동면에 편입시켰다가, 1930년 전주읍 구역 확장에 의하여 그 일부가 전주읍에 편입되어 ‘소화정’(昭和町, 지금 진북동)이 되고, 1940년 그 나머지가 또 전주부에 편입되어 ‘검암정’이 되는 동시에 그 일부가 ‘덕진정’이 되었다가 1949년 동명 변경에 의하여 정을동으로 고치고, 1957년 전주시 조례에 의하여 동, 서, 남, 북으로 갈라서 동쪽은 인후동2가로, 서쪽은 덕진동1가로, 북쪽은 덕진동2가로, 남쪽은 금암동이 되었다.
| 조선총독부령 제111호 |               |
| 구 행정구역 | 신 행정구역   |
| 부북면 휴암리(虧岩里), 검암리(釰岩里), 용산리(龍山里), 사평리(沙坪里), 두진리(斗辰里), 수리(藪里), 내명지리(內明池里), 구암리(九岩里), 송정리(松亭里), 외명지리(外明池里) 일부, 사천리(沙川里), 사리(四里) 일부 | 이동면 검암리 |
| 이동면 주동리(舟洞里), 어은리(漁隱里) | 이동면 검암리 |
- 1989년 5월 1일 전주시 덕진구 금암1동, 2동
- 1983년 10월 1일 금암 1, 2동으로 분동
- 2025년 3월 10일 금암 1,2동이 금암동으로 합동

## 아파트
| 단지명          | 건설사         | 시행사              | 주소                    | 입주       | 비고                                    |
| --------------- | -------------- | ------------------- | ----------------------- | ---------- | --------------------------------------- |
| 금암 천년이지움 | 계성종합건설㈜ | 이애프씨㈜          | 덕진구 거북바우1길 16-6 | 2018년 1월 | 구 KBS전주방송총국 부지 (1978 ~ 2011년) |
| 금암 중앙하이츠 | 중앙건설       | 금암주공 재건축조합 | 덕진구 거북바우3길 15   | 2007년 7월 | 금암주공 재건축                         |

## 명소
- 조경단(조선왕조의 시조묘)

## 교육
- 전주금암초등학교
- 전북대학교